# Вистрілив — забув

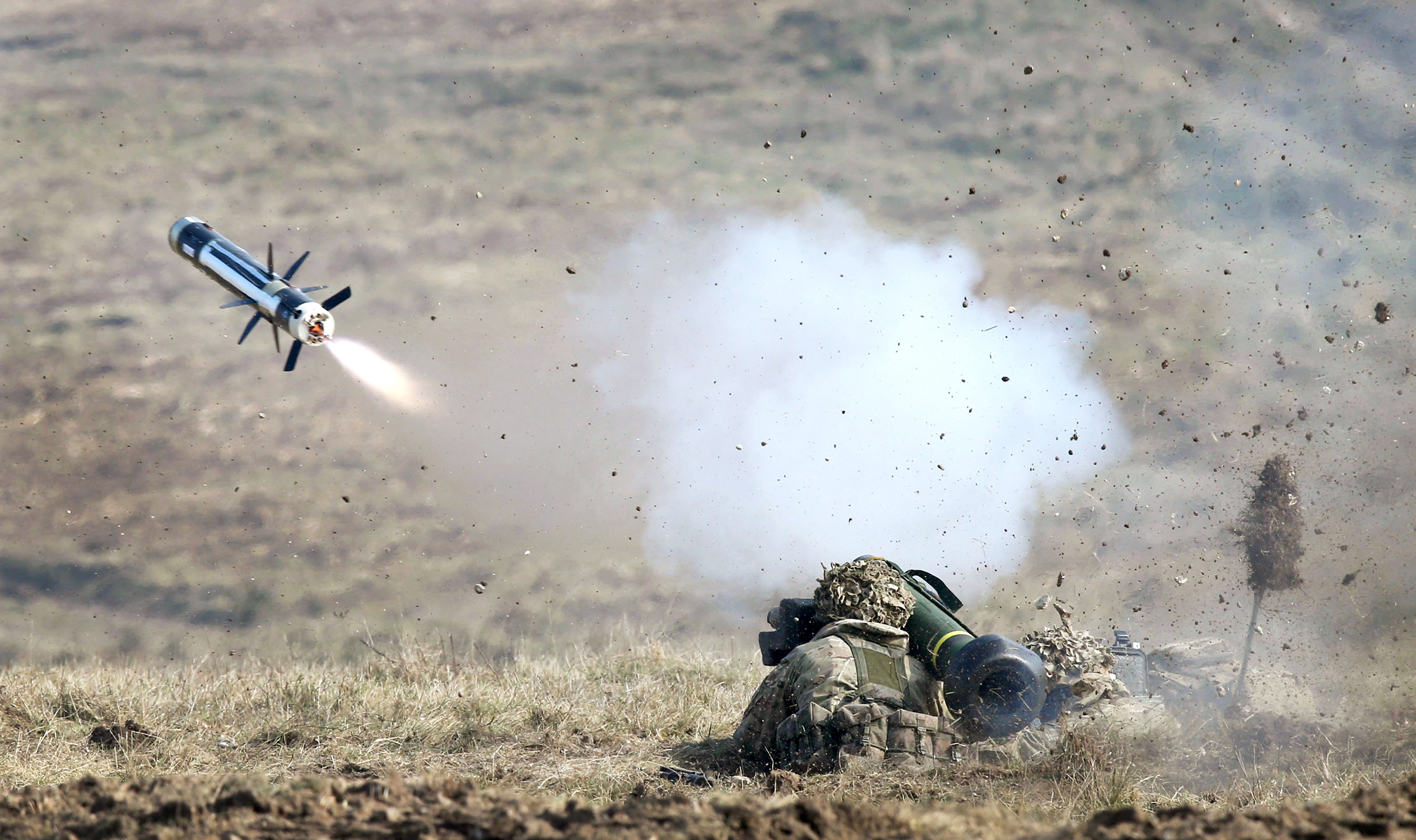
Постріл з Javelin

«Вистрілив — забув» — вид керованих ракет, що не потребують безпосередньої участі навідника чи пілота в керуванні ракети після пострілу. Іншими словами, після пострілу ракета самостійно маневрує до визначеної навідником цілі.
Зустрічаються написання «вистрілив-забув», «вистрілив та забув» та інші, від англ. fire-and-forget. Також їх можуть називати ракетами третього покоління.

## Історія
Одним із перших прикладів автоматизованих керованих систем є американська протикорабельна планеруюча бомба ASM-N-2 Bat, розроблена в 1944 році. Вона автоматично коригувала свій маршрут до корабля, приймаючи відбиті від нього промені свого радара, а також могла враховувати погодні умови.
Поняття «вистрілив та забув» та «третього покоління керованих ракет» з'явилось в 1970-х роках. При цьому, під першим поколінням зазвичай мається на увазі ракета, що керується напряму навідником; для керування ракетою другого покоління навідник лише візуально супроводжує ціль через приціл, а саме керування проводить автоматика.
Першим ПТРК з таким принципом став в 1996 році американський FGM-148 Javelin.

## Використання
Головною перевагою є значне зниження людського фактора при стрільбі та відсутність потреби оператору (пілоту) тримати ціль в прицілі до влучання, що робить використання безпечнішим. 
Втім, такі ракети більш вразливі до комплексів оптико-електронного придушення та інших soft-kill систем активного захисту та дорогі. Тому ПТРК другого покоління досі розроблюються та активно використовуються.

## Приклади

### Протитанкові ракети
- FGM-148 Javelin
- Spike
- AKERON MP

### Протиповітряні ракети
- AIM-120 AMRAAM
- FIM-92 Stinger
- IRIS-T
- Р-77

### Інше
- AGM-65 Maverick
- AGM-84 Harpoon
- AGM-114L Longbow Hellfire
- Brimstone
- AM39 Exocet
- Х-59

### Українські розробки
У 2018 році стало відомо про розробку українського ПТРК третього покоління.
У 2019 було відомо про розробку модифікацій ракети Р-27 з активними ГСН.